# Bernalda
Bernalda est une commune italienne d'environ 12 300 habitants située dans la province de Matera, dans la région Basilicate, en Italie méridionale.

## Histoire
- Métaponte

### Les Hospitaliers
En 1119, Emma de Montescaglioso (it), fille de Roger Ier de Sicile, fit don aux Hospitaliers de l'ordre de Saint-Jean de Jérusalem de la ferme d'Avinella qui se trouvait entre Bernalda et Métaponte.

## Économie

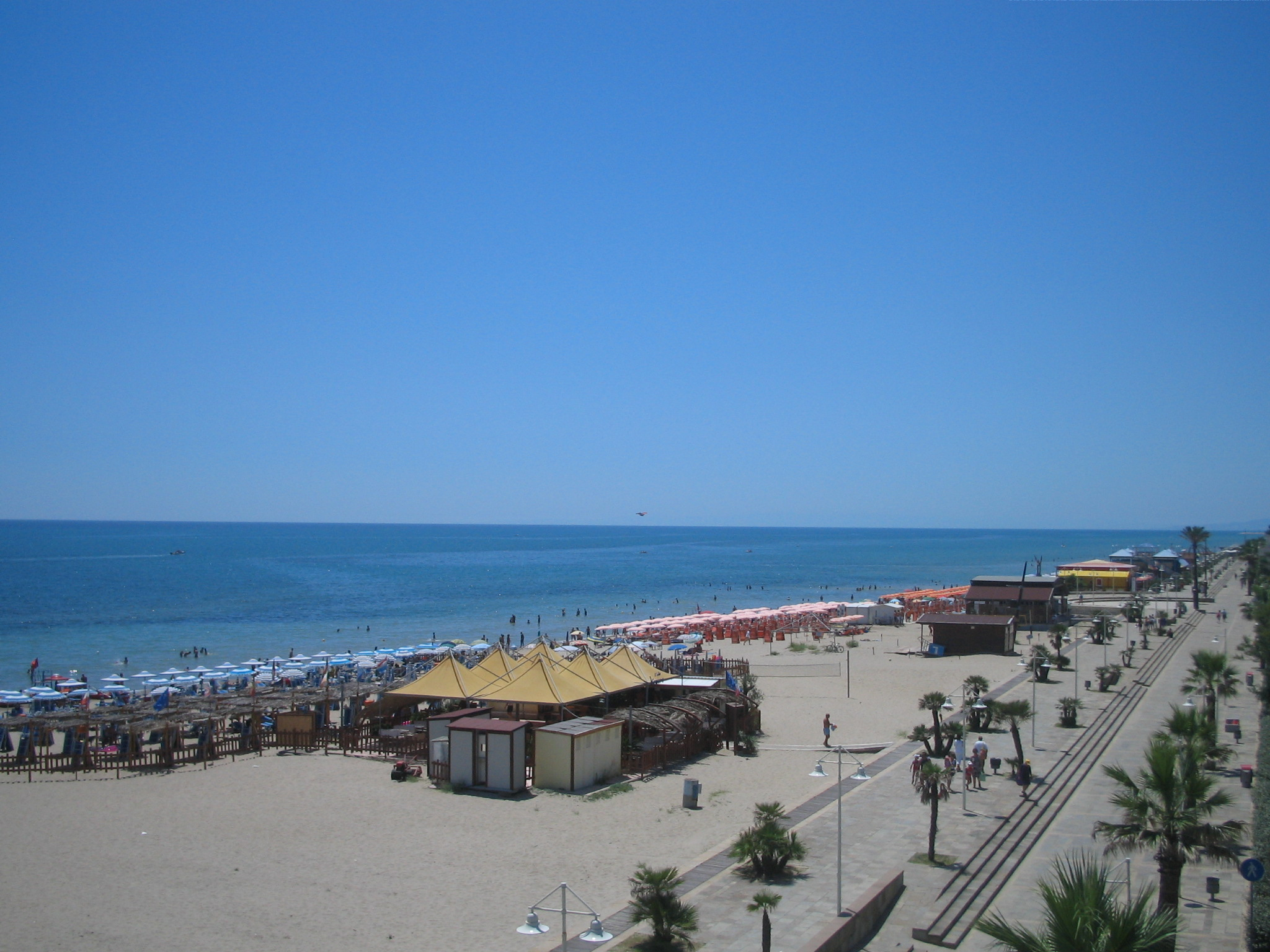
Le lido de Métaponte.

Aujourd'hui, l'ancienne ville grecque de Métaponte est une florissante station balnéaire.
Son territoire accueille plus d'une vingtaine de campings et de villages touristiques, une douzaine d'hôtels et surtout son lido qui attire des touristes aussi bien le jour qu'en soirée avec des discothèques à ciel ouvert. 
Pour le futur, il est prévu la création d'une université destinée à la conservation des biens artistiques et archéologiques ainsi qu'une école internationale de cinéma dirigée par le metteur en scène américain, d’origine bernaldese, Francis Ford Coppola.

## Culture
Le musée archéologique national de Metaponte est situé sur la commune.

## Administration
| Période                                  | Période | Identité | Étiquette | Qualité |
| ---------------------------------------- | ------- | -------- | --------- | ------- |
|                                          |         |          |           |         |
| Les données manquantes sont à compléter. |         |          |           |         |

### Hameaux
Metaponto, Serra Marina, Spineto.

### Communes limitrophes
Ginosa, Montescaglioso, Pisticci.

### Jumelages
- Avec les villes italiennes de L'Aquila, Sienne, Massa Marittima, Mirabella Eclano, Venosa.

## Personnalités liées à la commune
- La famille du réalisateur américain Francis Ford Coppola est originaire de la ville. Ce dernier, qui y réside depuis quelques années, a fait l'acquisition du palazzo Margherita pour en faire un hôtel de standing. En août 2011, sa fille Sofia Coppola se marie avec le chanteur français Thomas Mars dans la ville[3].